# Siviriez
Siviriez (Freiburger Patois Cheveriⓘ) ist eine politische Gemeinde im Distrikt Glâne des Kantons Freiburg in der Schweiz. Mit Wirkung auf den 1. Januar 2004 wurden die bisher selbständigen Gemeinden Chavannes-les-Forts, Prez-vers-Siviriez und Villaraboud mit der Gemeinde Siviriez fusioniert.

## Geographie

Luftbild (1964)

Siviriez liegt auf 777 m ü. M., 5,5 km südwestlich des Bezirkshauptortes Romont (Luftlinie). Das Bauerndorf erstreckt sich leicht erhöht auf einem Molasseplateau im Tälchen des Ruisseau de Jogne, westlich des Oberlaufs der Glâne, im südwestlichen Freiburger Mittelland.
Die Fläche des 20,3 km² grossen Gemeindegebiets umfasst einen Abschnitt des Molasseplateaus des Freiburger Mittellandes. Das Gebiet wird von Südwesten nach Nordosten von der Glâne durchflossen, welche eine 0.3 bis 1 km breite flache Talniederung bildet. Dieses Tal wird im Westen von den Höhen Sur la Gotta (865 m ü. M.) und La Moille (834 m ü. M.) flankiert. Nach Nordwesten reicht der Gemeindeboden über das Tälchen des Ruisseau de Jogne auf das breite Hochplateau (rund 800 m ü. M.), das östlich an den Mittellauf der Broye angrenzt. Die Kulminationspunkte bilden dabei die Höhe von Le Saulgy (861 m ü. M.) und der Waldhügel Les Dailles (832 m ü. M.).
Im Osten wird das obere Glânetal vom Bois de Ban (mit 909 m ü. M. der höchste Punkt von Siviriez) und dem Fin d’Amont (852 m ü. M.) begrenzt. Der Gemeindeboden umfasst auch das östlich dieser Höhen liegende Tal des Ruisseau de Chavannes und den unteren Abschnitt des Baches Fochau. Nach Osten erstreckt sich die Gemeindefläche über den sanft nach Norden abfallenden Hang von Villaraboud bis zur Moorfläche L’Ochère. Ganz im Süden reicht das Gebiet in die Nähe der Quelle der Glâne. Von der Gemeindefläche entfielen 1997 8 % auf Siedlungen, 17 % auf Wald und Gehölze, 74 % auf Landwirtschaft, und etwas weniger als 1 % war unproduktives Land.
Zu Siviriez gehören die Dörfer Prez-vers-Siviriez (765 m ü. M.), Chavannes-les-Forts (784 m ü. M.), Villaraboud (750 m ü. M.), Villaranon (791 m ü. M.) und Le Saulgy (841 m ü. M.), ferner die Weiler La Foule (721 m ü. M.), La Pierraz (718 m ü. M.), Les Buissons (718 m ü. M.) und Bramafan (700 m ü. M.), alle im Tal der Glâne, sowie einige Hofsiedlungen und Einzelhöfe. Nachbargemeinden von Siviriez sind Billens-Hennens, Romont, Mézières, Vuisternens-devant-Romont, Le Flon und Ursy im Kanton Freiburg sowie Lucens im Kanton Waadt.

## Bevölkerung
Mit 2566 Einwohnern (Stand 31. Dezember 2023) gehört Siviriez zu den mittelgrossen Gemeinden des Kantons Freiburg. Von den Bewohnern sind 94,6 % französischsprachig, 2,0 % portugiesischsprachig, und 1,9 % sprechen Deutsch (Stand 2000). Die Bevölkerungszahl von Siviriez belief sich 1900 auf 1823 Einwohner (inklusive die heute eingemeindeten Ortschaften). Nach einem Höchststand um 1950 (1988 Einwohner) setzte eine starke Abwanderung ein, so dass Siviriez 1970 nur noch 1458 Einwohner zählte. Erst seit ungefähr 1980 wurde wieder ein deutliches Bevölkerungswachstum verzeichnet.

## Wirtschaft
Siviriez war bis in die zweite Hälfte des 20. Jahrhunderts eine vorwiegend durch die Landwirtschaft geprägte Gemeinde. Noch heute haben die Milchwirtschaft, die Viehzucht und der Ackerbau einen wichtigen Stellenwert in der Erwerbsstruktur der Bevölkerung. Weitere Arbeitsplätze sind im lokalen Kleingewerbe und im Dienstleistungssektor vorhanden. In der Gemeinde sind Betriebe der Baubranche, des Küchenbaus, mechanische Werkstätten sowie Schreinereien und Zimmereien vertreten. Im äussersten Nordosten des Gemeindegebietes befinden sich oberhalb von Drognens die Kasernen des Waffenplatzes von Romont. In den letzten Jahrzehnten hat sich das Dorf dank seiner attraktiven Lage auch zu einer Wohngemeinde entwickelt. Viele Erwerbstätige sind deshalb Wegpendler, die hauptsächlich in den Regionen Romont und Freiburg arbeiten.

## Verkehr
Siviriez ist verkehrsmässig recht gut erschlossen. Es liegt an der Hauptstrasse von Romont via Ursy nach Moudon. Am 4. September 1862 wurde die Eisenbahnlinie von Lausanne nach Freiburg mit einem Bahnhof in Siviriez in Betrieb genommen. Durch die Buslinien der Freiburgischen Verkehrsbetriebe, die von Romont via Ursy und Oron-la-Ville nach Palézieux-Gare und Romont via Ursy und Vauderens nach Moudon verkehren, ist Siviriez ebenfalls an das Netz des öffentlichen Verkehrs angebunden.

## Geschichte
Die ersten urkundlichen Erwähnungen des Ortes stammen aus dem 12. Jahrhundert unter den Namen Seurei, Seuirei und Severiacus. Später erschienen die Bezeichnungen Sivrie (1228), Sivirie (1247), Syvrie (1285), Siurier (1403), Sivirier (1578) und Cheverié (1755). Der Ortsname ist vom lateinischen Personennamen Sever(i)us abgeleitet.
Seit Mitte des 13. Jahrhunderts stand Siviriez unter savoyischer Herrschaft. Dabei war Siviriez zur Herrschaft Romont orientiert, während die heutigen südlichen Gemeindeteile mit Prez-vers-Siviriez und Le Saulgy zur savoyischen Kastlanei Rue gehörten (diese Aufteilung der Gemeinde blieb bis 1848 bestehen). Als die Berner 1536 das Waadtland eroberten, kam Siviriez unter die Herrschaft von Freiburg und wurde der Vogtei Romont zugeordnet. Nach dem Zusammenbruch des Ancien Régime (1798) gehörte das Dorf während der Helvetik und der darauf folgenden Zeit zum Bezirk Romont und wurde 1848 in den Bezirk Glâne eingegliedert.
Eine erste Vergrösserung des Gemeindegebietes von Siviriez erfolgte am 1. Januar 1978, als die vorher selbständigen Gemeinden Le Saulgy und Villaranon eingemeindet wurden. Da wurde das Wappen das erste Mal geändert. Im Rahmen der seit 2000 vom Kanton Freiburg geförderten Gemeindefusionen wurden mit Wirkung auf den 1. Januar 2004 auch die Dörfer Prez-vers-Siviriez, Chavannes-les-Forts und Villaraboud mit Siviriez zusammengelegt. Durch diese Fusion erhielt die Gesamtgemeinde wieder ein neues Wappen.

Wappen von Siviriez bis 1978
Wappen von Siviriez 1978 bis 2004

## Persönlichkeiten
- Marguerite Bays (1815–1879), Franziskanerin und Mystikerin, heiliggesprochen
- Lutgarde Menétrey (1845–1919), Zisterzienserin und Trappistin, Äbtissin des Klosters La Fille-Dieu 1883–1919